# Ifet Đakovac
Ifet Đakovac (in serbo Ифет Ђаковац?; Sjenica, 5 dicembre 1997) è un calciatore bosniaco con cittadinanza serba, centrocampista dell'Akron Togliatti.

## Carriera

### Nazionale
Nel settembre del 2024 ha ricevuto la prima convocazione con la nazionale bosniaca, con cui ha esordito il 19 novembre seguente, nella partita di UEFA Nations League pareggiata per 1-1 contro i Paesi Bassi.

## Statistiche

### Presenze e reti nei club
Statistiche aggiornate al 12 luglio 2025.
| Stagione                 | Squadra                  | Campionato               | Campionato | Campionato | Coppe nazionali | Coppe nazionali | Coppe nazionali | Coppe continentali | Coppe continentali | Coppe continentali | Altre coppe | Altre coppe | Altre coppe | Totale | Totale |
| Stagione                 | Squadra                  | Comp                     | Pres       | Reti       | Comp            | Pres            | Reti            | Comp               | Pres               | Reti               | Comp        | Pres        | Reti        | Pres   | Reti   |
| ------------------------ | ------------------------ | ------------------------ | ---------- | ---------- | --------------- | --------------- | --------------- | ------------------ | ------------------ | ------------------ | ----------- | ----------- | ----------- | ------ | ------ |
| gen.-giu. 2020           | Zlatibor Čajetina        | PL                       | 7          | 1          | KS              | -               | -               | -                  | -                  | -                  | -           | -           | -           | 7      | 1      |
| 2020-gen. 2021           | Zlatibor Čajetina        | SL                       | 19         | 3          | KS              | 1               | 0               | -                  | -                  | -                  | -           | -           | -           | 20     | 3      |
| Totale Zlatibor Čajetina | Totale Zlatibor Čajetina | Totale Zlatibor Čajetina | 26         | 4          |                 | 1               | 0               |                    | -                  | -                  |             | -           | -           | 27     | 4      |
| gen.-giu. 2021           | TSC Bačka Topola         | SL                       | 16         | 0          | KS              | 1               | 0               | UEL                | -                  | -                  | -           | -           | -           | 17     | 0      |
| 2021-2022                | TSC Bačka Topola         | SL                       | 31         | 2          | KS              | 3               | 0               | -                  | -                  | -                  | -           | -           | -           | 34     | 2      |
| 2022-2023                | TSC Bačka Topola         | SL                       | 34         | 10         | KS              | 3               | 0               | -                  | -                  | -                  | -           | -           | -           | 37     | 10     |
| 2023-2024                | TSC Bačka Topola         | SL                       | 29         | 11         | KS              | 0               | 0               | UCL+UEL            | 1+6                | 0+2                | -           | -           | -           | 36     | 13     |
| 2024-gen. 2025           | TSC Bačka Topola         | SL                       | 15         | 6          | KS              | 0               | 0               | UEL+UCoL           | 2+6                | 0+2                | -           | -           | -           | 23     | 8      |
| Totale TSC Bačka Topola  | Totale TSC Bačka Topola  | Totale TSC Bačka Topola  | 125        | 29         |                 | 7               | 0               |                    | 15                 | 4                  |             | -           | -           | 147    | 33     |
| gen.-giu. 2025           | Akron Togliatti          | PL                       | 8          | 2          | CR              | -               | -               | -                  | -                  | -                  | -           | -           | -           | 8      | 2      |
| Totale carriera          | Totale carriera          | Totale carriera          | 159        | 33         |                 | 8               | 0               |                    | 15                 | 4                  |             | -           | -           | 182    | 37     |

### Cronologia presenze e reti in nazionale
| Cronologia completa delle presenze e delle reti in nazionale ― Bosnia ed Erzegovina | Cronologia completa delle presenze e delle reti in nazionale ― Bosnia ed Erzegovina | Cronologia completa delle presenze e delle reti in nazionale ― Bosnia ed Erzegovina | Cronologia completa delle presenze e delle reti in nazionale ― Bosnia ed Erzegovina | Cronologia completa delle presenze e delle reti in nazionale ― Bosnia ed Erzegovina | Cronologia completa delle presenze e delle reti in nazionale ― Bosnia ed Erzegovina | Cronologia completa delle presenze e delle reti in nazionale ― Bosnia ed Erzegovina | Cronologia completa delle presenze e delle reti in nazionale ― Bosnia ed Erzegovina |
| Data                                                                                | Città                                                                               | In casa                                                                             | Risultato                                                                           | Ospiti                                                                              | Competizione                                                                        | Reti                                                                                | Note                                                                                |
| ----------------------------------------------------------------------------------- | ----------------------------------------------------------------------------------- | ----------------------------------------------------------------------------------- | ----------------------------------------------------------------------------------- | ----------------------------------------------------------------------------------- | ----------------------------------------------------------------------------------- | ----------------------------------------------------------------------------------- | ----------------------------------------------------------------------------------- |
| 19-11-2024                                                                          | Zenica                                                                              | Bosnia ed Erzegovina                                                                | 1 – 1                                                                               | Paesi Bassi                                                                         | UEFA Nations League 2024-2025 - 1º turno                                            | -                                                                                   | 90+1’                                                                               |
| Totale                                                                              |                                                                                     | Presenze                                                                            | 1                                                                                   |                                                                                     | Reti                                                                                | 0                                                                                   |                                                                                     |

## Palmarès

### Club

#### Competizioni nazionali
- Prva Liga Srbija: 1

Zlatibor Čajetina: 2019-2020